# Bloomfield Township (comté de Crawford, Pennsylvanie)
Pour les articles homonymes, voir Bloomfield Township.
Bloomfield Township est un township, situé au nord-est du comté de Crawford, en Pennsylvanie, aux États-Unis,. En 2010, il comptait une population de 1 919 habitants.

## Démographie
Lors du recensement de 2010, le township comptait une population de 1 919 habitants. Elle est estimée, en 2018, à 1 835 habitants.

### Source de la traduction
- (en) Cet article est partiellement ou en totalité issu de l’article de Wikipédia en anglais intitulé « Bloomfield Township, Crawford County, Pennsylvania » (voir la liste des auteurs).